# Дапсон
Дапсо́н — синтетичний антибактеріальний, протилепрозний і антипротозойний препарат, що є похідним сульфонів для приймання всередину.

## Фармакологічні властивості
Дапсон — синтетичний антибактеріальний та антипротозойний препарат, що є похідним сульфонів. Препарат має бактеріостатичну дію, що полягає у порушенні синтезу мікрооргазмами фолієвої кислоти та блокуванні засвоєння мікроорганізмами параамінобензойної кислоти. До препарату чутливими є наступні збудники: туберкульозна паличка, мікобактерія лепри, пневмоцисти, малярійний плазмодій, токсоплазма, Actinomyces spp. Дапсон пригнічує розвиток герпетиформного дерматиту Дюрінга, ревматоїдного артриту, системного червоного вовчака, кільцевидної еритеми. Точний механізм протизапальної дії при дерматозах та системних захворюваннях невідомий, імовірними механізмами дії можуть бути пряма імуносупресивна дія препарату або інгібування ферментів клітин організму й окислюючі властивості препарату.

### Фармакодинаміка
Дапсон повільно всмоктується в шлунково-кишковому тракті, максимальна концентрація в крові досягається за 2-6 годин. Біодоступність препарату становить 70-80 %. Препарат створює високі концентрації в більшості тканин і рідин організму, найбільші концентрації створює у печінці, нирках, шкірі, м'язах. Дапсон проходить через гематоенцефалічний бар'єр. Препарат проходить через плацентарний бар'єр та виділяється в грудне молоко. Метаболізується дапсон в печінці з утворенням неактивних метаболітів та шляхом кишково-печінкової циркуляції. Період напіввиведення препарату складає 20-45 годин, цей час не змінюється при нирковій та печінковій недостатності. Виводиться препарат з організму переважно нирками, частково з жовчю. Оскільки препарат накопичується в печінці та спостерігається кишково-печінкова циркуляція дапсону, то концентрація препарату в крові може залишатися достатньою протягом трьох тижнів після відміни дапсону.

## Показання до застосування
Дапсон застосовують для лікування лепри (у поєднанні з клофазиміном або рифампіцином), туберкульозу, герпетиформного дерматиту Дюрінга, профілактики і лікування пневмоцистної пневмонії (у поєднанні з піріметаміном або триметопримом), профілактики токсоплазмозу, лікування хлорохінорезистентної малярії (у поєднанні з піріметаміном).

## Побічна дія
При застосуванні дапсону можливі наступні побічні ефекти:
- Алергічні реакції — побічні ефекти частіше виникають у хворих похилого віку. Частіше спостерігають висипання на шкірі (у тому числі коро- та скарлатиноподібні), вузликова або токсична еритема; рідше спостерігаються багатоформна еритема, синдром Стівенса-Джонсона, синдром Лаєлла. Через 6-8 тижнів терапії препаратом може розвиватися так званий "сульфоновий синдром, що включає гарячку, загальну слабість, ексфоліативний дерматит, жовтяницю, анемію, метгемоглобінемію, лімфаденопатію.
- З боку травної системи — рідко жовтяниця, токсичний гепатит, нудота, блювання, відсутність апетиту.
- З боку нервової системи — нечасто (частіше на початку лікування дапсоном) головний біль, безсоння, нервозність, периферичний неврит, слабість у м'язах, поколювання або оніміння у кінцівках, порушення психіки.
- З боку серцево-судинної системи — нечасто тахікардія, кардіалгія.
- З боку сечостатевої системи — нечасто нефротичний синдром, папілярний некроз, альбумінурія, безпліддя у чоловіків.
- З боку системи крові — рідко гемолітична анемія (з біллю в спині, ногах та епігастрії, втратою апетиту, блідістю шкіри, гарячкою, ретикулоцитозом), метгемоглобінемія (з акроціанозом та задишкою), важкий агранулоцитоз, нейтропенія, тяжка гіпопластична анемія (з можливим летальним наслідком), кровотечі, крововиливи. Найчастіше побічні ефекти з боку системи крові спостерігають у хворих на СНІД.

## Протипоказання
Дапсон протипоказаний при підвищеній чутливості до сульфонів та сульфаніламідних препаратів, захворюваннях крові, дефіциті глюкозо-6-фосфатдегідрогенази або метгемоглобінредуктази, печінковій недостатності. Під час лікування дапсоном рекомендується припинити годування грудьми. З обережністю застосовують препарат під час вагітності. Дапсон не застосовують для лікування дітей, молодших шести місяців.

## Форми випуску
Дапсон випускають у вигляді таблеток по 0,025 та 0,1 г.